# Linum catharticum
Linum catharticum o lli bord, lli(net) purgant, lli silvestre o canxalagua (canxalaigua d'Espanya) és una espècie de planta herbàcia pertanyent a la família Linaceae nadiua del centre d'Europa i oest d'Àsia.

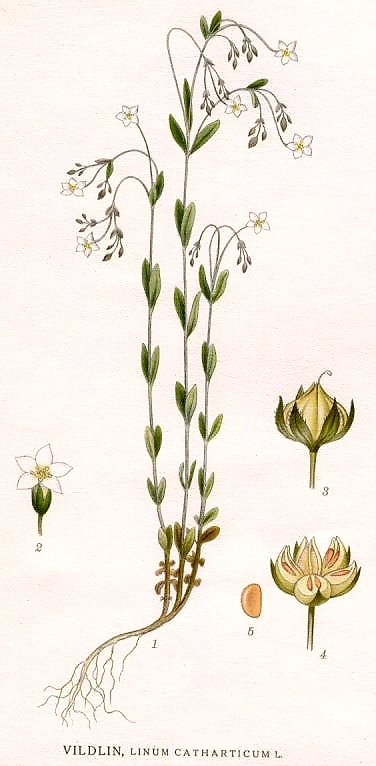
Il·lustració

## Descripció
És una planta caducifòlia que ateny 5-20 cm d'altura. Les flors són hermafrodites de color blanca i floreixen al juliol - agost i tenen una grandària de 3-5 mm de diàmetre. El fruit n'és una càpsula.

## Propietats
S'utilitza per a preparar a partir del Linum catharticum un laxant, que en infusió causa nàusees. Per això, la planta obtingué el seu epítet. Conté la verinosa substància amarga linin, en l'actualitat ja no s'utilitza en aquesta forma com a purgatiu.

## Taxonomia
Linum catharticum va ser descrita per Carl von Linné en la publicació Species Plantarum 1: 281. 1753.
Etimologia

Linum: nom genèric que deriva del mot grec: "linum" = "lli" utilitzat per Teofrast.
catharticum: epítet llatín que significa "purgatiu"
Sinonímia

- Cathartolinum catharticum (L.) Small
- Cathartolinum pratense Rchb.
- Nezera cathartica (L.) Nieuwl.[4]

## Nom comú
- canxalagua, canxalaigua d'Espanya, lli bord, lli silvestre, lli catàrtic, lli purgant, llinet purgant.